# الوار (قشلاق أهر)
الوار (بالفارسية: الوار) هي منطقة سكنية تقع في إيران في قسم قشلاق الریفي. يقدر عدد سكانها بـ 101 نسمة بحسب إحصاء 2016.